# Sh2-46
Sh2-46 (également connue sous le nom de RCW 158) est une nébuleuse en émission visible dans la constellation du Serpent.
Elle est située dans la partie sud-est de la constellation, à environ 1,5° vers l'ouest de la célèbre nébuleuse de l'Aigle (M16). Elle s'étend sur environ 25 minutes d'arc en direction d'une région de la Voie lactée fortement obscurcie par de denses nuages de poussière. La période la plus propice à son observation ans le ciel du soir se situe entre juin et novembre. Étant dans des déclinaisons modérément méridionales, son observation est facilitée par l'hémisphère sud.
C'est une région H II située sur le bras du Sagittaire à une distance d'environ 2 000 pc (∼6 520 al) du système solaire, à une courte distance des grandes associations OB Sagittaire OB6 et Serpent OB2. L'étoile responsable de son ionisation serait HD 165319, une supergéante bleue de classe spectrale O9.5Iab. Le nuage héberge certains phénomènes de formation d'étoiles, prouvés par la présence de la source de rayonnement infrarouge IRAS 18033-1412 et par la source d'ondes radio aux coordonnées galactiques 15.11+03.32. Des études menées dans l'infrarouge ont permis de découvrir au sein de la nébuleuse des émissions d'hydrocarbures aromatiques polycycliques (HAP).